# Podoribates oriformis
Podoribates oriformis är en kvalsterart som först beskrevs av Pearce 1910.  Podoribates oriformis ingår i släktet Podoribates och familjen Mochlozetidae. Inga underarter finns listade i Catalogue of Life.